# Swedish Tennis Hall of Fame

Swedish Tennis Hall of Fame är ett hederskabinett tillägnat stora svenska tennisspelare genom historien. Det är inrymt i Sveriges Tennismuseum, invigt i Båstad 1997.

## Museets historik
Museet invigdes 1997 av Stefan Edberg och inrymdes då i tre små välfyllda rum. Efter ett omfattande förändringsarbete med utställning och interiör vintern 2006-2007, återinvigdes det "nya" tennismuseet den 9 juli 2007. Stefan Edberg var åter på plats i Båstad och klippte banden. Ett huvudsyfte med verksamheten är att vara ett kunskapscentrum om svensk tennis historia. Man vill också lyfta fram det arbete som läggs ner på klubbnivå runt om i landet och även slå ett slag för handikapptennis. Museet innehåller bland annat utställningar och arkiv. Bildarkivet innehåller cirka 28 000 fotografier ur tennishistorien, de äldsta från 1880-talet. I museets styrelse finns bland andra författaren och den mycket tenniskunnige journalisten Björn Hellberg. I hederskabinettet Swedish Tennis Hall of Fame är flera av Sveriges tennisprofiler invalda. 
På tennismuseet kan man läsa eller höra intervjuer av kända svenska tennisprofiler som Stefan Edberg, Mats Wilander, Birger Andersson, Catarina Lindqvist och Sofia Arvidsson. Sveriges Tennismuseum har flera namnkunniga medlemmar och sponsorer, bland andra Carl Bennet, Christian W. Jansson, Stefan Persson, Karl-Johan Persson, Michael Treschow, Christer Gardell, Marcus Wallenberg och Peter Wallenberg jr. Tennismuseet har även knutit avtal med ett flertal välkända svenska och internationella företagssponsorer.

## Invalda iSwedish Tennis Hall of Fame
- År 2003 - Björn Borg, Mats Wilander och Stefan Edberg (alla tre också upptagna i International Tennis Hall of Fame)
- År 2004 - Lennart Bergelin, Ulf Schmidt, Jan-Erik Lundqvist och Sven Davidson (Davidson också upptagen i International Tennis Hall of Fame)
- År 2005 - Torsten Johansson (postumt), Catarina Lindqvist och Anders Järryd
- År 2006 - Percy Rosberg, John-Anders Sjögren och Carl-Axel Hageskog
- År 2007 - Peter Wallenberg, Mats Hasselquist och Hans Olsson (tennisspelare)
- År 2008 - Marcus Wallenberg, Magnus Larsson och Mikael Pernfors
- År 2009 - Ove Bengtson, Lennart Bergelin och Birger Andersson
- År 2010 - Henrik Sundström, Christina Sandberg och Eve Malmquist
- År 2011 - Björn Hellberg, Magnus Gustafsson och Joakim Nyström
- År 2012 - Kent Carlsson, Thomas Enqvist och Magnus Norman
- År 2013 - Margareta Bönström, Jonas Svensson och Ingrid Löfdahl-Bentzer
- År 2014 - Jan Apell, Jonas Björkman och John McEnroe (första invalda icke-svensk, även upptagen i International Tennis Hall of Fame)
- År 2015 - Thomas Hallberg, Thomas Johansson och Niklas Kulti
- År 2016 - Robin Söderling, Åsa Svensson och Rolf Norberg
- År 2017 - Tomas Karlberg, Martin Mulligan, Manuel Santana
- År 2018 - Toni Nadal, Hans Simonsson, Henrik Holm
- År 2019 - Tim Klein, Lars Graff, Sofia Arvidsson